# 托爾加
托爾加（挪威語：Tolga）是挪威的一個市镇，位於内陆郡，行政中心为托爾加村。市镇面积为1,123平方公里，人口数量为1,553人（2020年），人口密度为每平方公里1.4人。